# Palau dels Margarit
El palau dels Margarit és un edifici de Ventalló (Alt Empordà) declarat bé cultural d'interès nacional.

## Descripció
Està situat dins del petit nucli de Montiró, a l'extrem nord-est de Ventalló al qual pertany. Està adossat a la rectoria, amb la façana orientada al carrer del Palau.
Es tracta d'un edifici cantoner format per tres cossos adossats, que li proporcionen una planta més o menys rectangular. El palau pròpiament dit presenta la planta quadrada, amb la coberta de teula de quatre vessants i distribuït en planta baixa i dos pisos, amb un petit altell bastit posteriorment. L'estructura de l'edifici està formada per tres crugies perpendiculars a la façana principal, la qual presenta les obertures ordenades simètricament. A la planta baixa hi ha un gran portal d'arc de mig punt adovellat i, als costats, dues petites finestres bastides amb quatre carreus ben desbastats. Als pisos superiors hi ha tres finestres per planta, totes d'obertura rectangular, emmarcades amb carreus i amb les llindes planes. Centrat damunt del portal hi ha un gran finestral amb la llinda gravada amb la inscripció "1627 / AB INTERSATIO DE NRA. SORA DE GRTIA ME A FETA PERA VERDALET DE EMPVRIAS" i, al mig, un relleu circular amb l'anagrama del nom de Crist, IHS, i el nom de la Verge, MARIA. Sobre la finestra hi ha un petit relleu en forma de fornícula gravat amb la imatge de la Mare de Déu de Gràcia. A l'angle sud-est del parament hi ha una garita de cos cilíndric bastida amb maons, amb la coberta piramidal revestida amb rajoles vidrades decorades i el basament de pedra amb cercles en gradació decreixent. Aquest mateix element es repeteix a l'angle nord-oest de l'edifici. La resta d'obertures del palau són totes rectangulars i estan emmarcades amb carreus de pedra. L'interior de l'edifici presenta sostres coberts amb voltes de canó i altres rebaixades, bastides amb pedra i amb restes de l'encanyissat de morter, a la planta baixa. Al fons del vestíbul hi ha l'escala, a la catalana. Al pis destaca la sala major, coberta amb volta rebaixada d'arcs formers i decorada amb llunetes. Està arrebossada i pintada.
A l'exterior, davant la façana de ponent, hi ha un cos posterior adossat en esbiaix d'una sola planta, amb les obertures bastides amb maons i una gran terrassa al nivell del pis delimitada per una barana de gelosia. Adossat a la façana de migdia hi ha l'espai destinat a magatzem, també posterior cronològicament parlant. Presenta la coberta de dues vessants, està distribuït en dues plantes i presenta un portal rectangular que ocupa tota la planta baixa i una galeria amb barana de gelosia al pis.
La construcció és bastida amb pedres sense treballar, disposades formant filades regulars. A les cantonades hi ha carreus ben escairats de pedra calcària, que es repeteix en els emmarcaments de les obertures.

## Història
El casal va ser bastit a principis del segle xvii. A la llinda de la finestra central de la façana hi ha una inscripció amb la data de construcció i una inscripció: "1627 / AB INTERSTATIO DE NRA. SORA. DE GATIA ME / A FETA PERA VERDALET DE EMPVRIAS". Pere Verdalet fou un important mercader de la vila d'Empúries. La seva filla i hereva, Anna Verdalet (1638-1680) es va casar amb Ramon Gispert d'Ullastret, passant així el patrimoni del llinatge Verdalet a mans dels Gispert.
L'any 1716, els Gispert Saüch eren els senyors del castell de Pelacalç i del lloc de Montiró.
A principis del segle xx, Narcís Isern compra la propietat del castell a la família Gispert Saüch de Vilablareix.
La relació de l'edifici amb el cognom Margarit no queda clara. Sembla que l'obra del casal forma part d'un conjunt de construccions i restauracions realitzades per iniciativa de Leandre de Margarit, a diversos llocs de la seva senyoria entre els segles xvi i xvii. Tenim notícies que durant la segona meitat del segle xvi, un membre de la família, Pere de Margarit es va casar amb Jerónima Gallart, hereva del senyoriu de Montiró, i que durant la guerra dels Segadors (1640), Montiró va rebre un gran atac i un incendi força greu que devastà bona part del nucli. Sembla que fou una represàlia contra Josep Margarit i de Biure, un dels lluitadors més constants contra Felip IV de Castella.
Probablement, la fornícula gravada amb la imatge de la Verge sostenint el Fill fou feta en honor del convent de servites de Santa Maria de Gràcia d'Empúries.